# La Floresta, Veracruz
La Floresta är en ort i Mexiko.   Den ligger i kommunen Tierra Blanca och delstaten Veracruz, i den sydöstra delen av landet, 300 km öster om huvudstaden Mexico City. La Floresta ligger 76 meter över havet och antalet invånare är 174.
Terrängen runt La Floresta är platt, och sluttar österut. Runt La Floresta är det ganska tätbefolkat, med 67 invånare per kvadratkilometer. Närmaste större samhälle är Tetela, 10,9 km nordväst om La Floresta. Trakten runt La Floresta består till största delen av jordbruksmark.